# La Loma de la Cima
La Loma de la Cima är en ort i kommunen El Oro i delstaten Mexiko i Mexiko. Samhället hade 367 invånare vid folkräkningen år 2020.